# Club Baloncesto León
El Club Baloncesto León va ser un club de bàsquet de la ciutat de Lleó (Castella i Lleó, Espanya). Va ser fundat l'any 1981 amb el nom de C.B. Elosua León. La temporada 96-97 va canviar la seva denominació per la de CB León i va canviar els seus colors al vermell.

## Història
Encara que duia realitzant activitats esportives des del mes d'Octubre de 1980, el Club va ser fundat oficialment el 20 de maig de 1981 per D. José Antonio Moirón García, D. Enrique Emperador Marcos, D. Juan Carlos Rodríguez Villanueva, D. Lisardo Mourelo González i D. Alberto Sobrín Martínez en representació d'un grup de lleonesos entusiastes del bàsquet. El seu primer president va ser D. Jose Antonio Moirón, el mandat del qual es va estendre fins al 19 de maig de 1986, data en què va presentar la dimissió. El seu successor va ser D. José Benito Pardo Múgica, President amb el qual es va aconseguir l'ascens a Primera B a Badajoz al juny de 1986. Al gener de 1990 va presentar la dimissió fent-se càrrec de la Presidència D. José Luis López-Dóriga i Díaz de la Espina.
Esportivament el Club va començar la seva marxa en la Tercera Divisió en la temporada 1980-81 aconseguint el subcampionat. A la seva segona temporada en competició (1981-82) assoleix l'ascens a Segona Divisió. Després de romandre 4 anys a la categoria aconsegueix l'ascens a Primera B a Badajoz la temporada 1985-86, per a 5 anys més tard culminar el seu ascens a la categoria màxima (1989-90).
El 29 de juny de 1992 el Club es va constituir en Societat Anònima Esportiva, denominant-se Club Baloncesto León S.A.D. El 2 de febrer de 1993, presenta la dimissió com a President D. José Luis López Dóriga, decidint el Consell d'Administració nomenar per al càrrec D. Eugenio Álvarez Fernández el 1r de març de 1993.